# А-215 Град-М
А-215 «Град-М» — радянська РСЗВ калібру 122 мм. Створено на базі РСЗВ 9К51 «Град».

## Історія створення
Розробка велася у період з 1966 по 1969 рік. Після успішних наземних випробувань дослідного зразка 1969 року, у 1972 році провели морські випробування.
За результатами морських випробувань А-215 рекомендували до десантних кораблів проєкту 1171 і проєкту 1174.

## Застосування
«Град-М» призначена для ураження живої сили та техніки супротивника на березі при висадці морського десанту, підтримки дій морської піхоти, а також для захисту десантних кораблів від атак кораблів супротивника. Швидкострільність і дальність стрільби забезпечують необхідну підтримку морській піхоті під час виконання поставлених перед десантом завдань.

## Склад
До складу системи входять:
1. палубна пускова установка МС-73 (МС-73М) з підпалубним заряджальним пристроєм;
2. лазерний далекомірний пристрій ДВУ-2;
3. система управління вогнем ПС-73 «Гроза»;
4. 122-мм некеровані реактивні снаряди.

## Тактико-технічні характеристики[1]
| Найменування параметра                                               | Величина       |
| -------------------------------------------------------------------- | -------------- |
| Калібр, мм                                                           | 122            |
| Число стволів                                                        | 40             |
| Дальність стрільби максимальна, м                                    | 20700          |
| Дальність стрільби мінімальна таблична, м                            | 2000           |
| Кут вертикального наведення, град                                    | від −6 до +93  |
| Кут горизонтального наведення, град                                  | ±164           |
| Швидкість вертикального наведення, град/с                            | 24,4           |
| Швидкість горизонтального наведення, град/с                          | 29             |
| Вага установки з пристроями зберігання та подачі, кг                 | 16500          |
| Вага комплексу без снарядів та ЗІП, кг                               | 20 727         |
| Вага комплексу зі снарядами та ЗІП, кг                               | близько 31 000 |
| Розміри льоху, м: — Довжина — ширина — висота                        | 4.5 4 3.8      |
| Габарити ПУ в похідному положенні без пакетів, мм: — ширина — висота | 1 710 2 100    |
| Радіус обмітання, мм                                                 | 1 500          |
| Розрахунок, чол.                                                     | 2              |
| Інтервал між пусками снарядів у залпі, с.                            | 0,5            |
| Час заряджання після першого пострілу, с.                            | 46             |
| Час перезарядки, с.                                                  | 120            |
| Час розстрілу всього боєкомплекту, хв.                               | 7,3            |